# (21900) Oros
1999 VQ10 (asteroide 21900) é um Asteroide troiano de Júpiter. Possui uma excentricidade de 0.03891270 e uma inclinação de 8.45872º.
Este asteroide foi descoberto no dia 9 de novembro de 1999 por Takao Kobayashi em Oizumi.